# فيكتور سوكول (لاعب كرة قدم مواليد 1954)
فيكتور سوكول (بالإنجليزية: Viktor Sokol)‏ (من مواليد 5 ديسمبر 1954 بمدينة مينسك، روسيا البيضاء، الاتحاد السوفيتي) هو لاعب كرة قدم سوفييتي/بيلاروسي سابق في مركز الهجوم. لعب دورا مهماً مع نادي دينامو مينسك السوفييتي خلال ثمانينات القرن الماضي. حيث فاز معهم بلقب الدوري السوفيتي الممتاز لكرة القدم ولقب الهداف كذلك.
فاز في موسم 1983–84 بلقب هداف دوري أبطال أوروبا مع نادي دينامو مينسك، حيث سجل 6 أهداف كان كفيلة بوصول الفريق إلى دور نصف النهائي.

## روابط خارجية
- فيكتور سوكول على موقع قاعدة بيانات كرة القدم.إي يو (الإنجليزية)
- فيكتور سوكول على موقع عالم كرة القدم.نت (الإنجليزية)